# Turbulent Indigo
Turbulent Indigo  er titlen på Joni Mitchells  femtende studiealbum (syttende i alt), som blev udgivet i 1994. Hun producerede selv albummet sammen med Larry Klein, som hun i øvrigt efter tolv års ægteskab blev skilt fra i samme periode. Albummet blev et af de mest anmelderroste af hendes album, og det modtog en Grammy Award for bedste popalbum i 1996.
Blandt albummets sange er titelnummeret, der er inspireret af Vincent van Gogh, "The Magdalene Laundries", der beskriver de lidelser, som irske såkaldt faldne kvinder oplevede i strengt ledede katolske hjem. "Sex Kills" beskriver en række aktuelle emner fra midten af 1990'erne som AIDS, global opvarmning og forbrugerisme, og "Yvette in English" handler om et tilfældigt møde mellem Pablo Picasso og en modvillig model.

## Numre
Alle  numre er skrevet af Joni Mitchell selv med mindre andet er nævnt.
1. "Sunny Sunday" (2:21)
2. "Sex Kills" (3:56)
3. "How Do You Stop" (4:09) – skrevet af Charlie Midnight og Dan Hartman
4. "Turbulent Indigo"  (3:34)
5. "Last Chance Lost" (3:14)
6. "The Magdalene Laundries" (4:02)
7. "Not to Blame" (4:18)
8. "Borderline"  (4:48)
9. "Yvette in English" (5:16) – Mitchell og David Crosby
10. "The Sire of Sorrown (Job's Sad Song)"  (7:08)

## Musikere
Ud  over sangen  bidrager Joni Mitchell på albummet på guitar og bas. Hun suppleres Larry Klein  (bas, keyboard), Jim Keltner (trommer), Michael Landau (guitar), Greg Leisz (steelguitar), Bill Dilon  (synthesizer), Stewart Smith (guitar), Wayne Shorter  (sopransaxofon) og Carlos Vega (trommer). Endvidere synger Mitchell duet med Seal på "How Do You Stop", og Charles Valentino og Kris Kello synger kor på "Yvette in English".

## Cover
Lige som titelnummeret er inspireret af van Gogh er også coveret kraftigt påvirket af denne maler, idet det meste af forsiden viser et af Joni Mitchells selvportrætter malet i van Goghs stil placeret i en markant, gammeldags træramme. Portrættet benytter sig af flere nuancer af indigo, lige som området til venstre på coveret, som ikke er dækket af maleriet, er farvet indigo. Mitchells navn og albummets titel ses øverst med cirka halvdelen på den blå kant og den anden halvdel på kanten af maleriets ramme.